# DC Universe (стриминговый сервис)
DC Universe — американский стриминговый сервис.

## История

Логотип DC Universe Infinite

Сервис был анонсирован в 2017 году, а в мае следующего года было раскрыто его название. В сентябре 2020 года было объявлено, что 21 января 2021 года он изменит своё название на DC Universe Infinite.

## Награды
В 2020 году сервис стал лауреатом Премии Вебби в категории «Webby People’s Voice Award for Media Streaming».